# James E. Bailey
James E. Bailey (Montgomery megye, 1822. augusztus 15. – Clarksville, 1885. december 29.) az Amerikai Egyesült Államok szenátora (Tennessee, 1877–1881).